# Laurie Halse Anderson
Laurie Halse Anderson, född 23 oktober 1961 i Potsdam i delstaten New York, är en amerikansk författare. Med en bakgrund som journalist började hon 1996 skriva barn- och ungdomsböcker. 2023 mottog hon Astrid Lindgren Memorial Award.

## Biografi
Laurie Halse Anderson är dotter till metodistpastorn Frank Halse och Joyce Holcomb Halse. Under high school var hon som 16-åring utbytesstudent i Danmark  och bodde då under ett år på en grisgård. Efter hemkomsten till USA tillbringade hon ett par år på college och arbetade på en mjölkproducerande gård. Därefter studerade hon språk på Georgetown University i Washington D.C., med kandidatexamen 1984.
Anderson arbetade som journalist på bland annat dagstidningen The Philadelphia Inquirer, när hon började skriva barnböcker och ungdomsromaner 1996.
Hon var i ett första äktenskap gift med Greg Anderson och är i sitt andra äktenskap gift med Scot Larrabee. Hon har fyra barn – två med respektive man – och är bosatt i Philadelphia.

## Författarskap

### Bilderböcker
Ndito Runs (1996) handlar om en flicka i Kenya. Under det att hon springer barfota till sin skola tänker hon på alla djur i omgivningen. Independent Dames: What You Never Knew About the Women and Girls of the American Revolution beskriver viktiga kvinnliga personer som varit delaktiga i den amerikanska historien.

### Ungdomsböcker
Serien Vet Volonteers/Wild at Heart i 17 volymer handlar om barn och unga som på olika sätt blir engagerade i diverse djur som kräver omhändertagande. Seeds of America består av tre böcker som handlar om de unga slavarna Isabel, Ruth och Curzon under amerikanska frihetskriget.
Fever 1793 (2000) skildrar ett utbrott av gula febern i Philadelphia i slutet av 1700-talet.
Speak (Säg något, 1999) blev författarens publika genombrott. En ung flicka i high school anmäler en våldtäkt och blir därefter utfrusen ur kamratkretsen. Ämnet var känsligt, och boken kom ut långt före Metoo-rörelsen. Fortfarande är boken bannlyst i skolor och bibliotek inom vissa stater i USA, på grund av sitt innehåll. Den har filmatiserats av Jessica Sharzer och omarbetats till en serieroman, med bilder av Emily Carroll.
Prom och Twisted utspelar sig i high school-miljö. I Prom är handlingen fokuserad kring avslutningsbalen, och i Twisted är det en ung pojke som straffas för att ha målat graffiti på skolan.
Shout (2019) är skriven på fri vers. Den skildrar självbiografiska upplevelser av sexuella övergrepp, varvat med reflexioner och uppmaningar till mod och att följa sina egna drömmar.

## Betydelse
Juryns motivering till Astrid Lindgren Memorial Award 2023 lyder: 
I sina täta ungdomsromaner ger Laurie Halse Anderson röst åt sökandet efter mening, identitet och sanning, både i samtiden och i historien. Det är en mörkt glimmande realism som levandegör betydelsen av tiden och minnet för den unga människans liv. Smärta och ångest, längtan och kärlek, klass och kön utforskas med stilistisk skärpa och saklig humor. Med varsam intensitet manar Laurie Halse Anderson fram tillstånd, stämningar och känslor och väjer aldrig för det allra svåraste.